# EHC Bregenzerwald
L'EC Bregenzerwald (EHC Bregenzerwald de 1985 à 2016) est un club de hockey sur glace de Bregenzerwald en Autriche. Il évolue en Alps Hockey League, le second échelon autrichien.

## Historique
Le club est créé en 1985 et joue depuis 2001 en Nationalliga.

## Palmarès
- Inter-National-League :
  - Vainqueur : 2013 et 2016.
  - Finaliste : 2014.

## Division
- 1996-1999: Vorarlberger Landesliga (D4 autrichienne)
- 1999-2000: Eishockey-Oberliga (D3 autrichienne)
- 2000-2012: Eishockey-Nationalliga (D2 autrichienne)
- 2012-2016: Inter-National-League (D2 autrichienne et internationale)
- 2016- : Alps Hockey League (D2 autrichienne et internationale)